# Šmihel pri Novem mestu

Šmihel pri Novem mestu je nekdanje naselje v Mestni občini Novo mesto. 
Leta 1979 je bilo priključeno naselju Novo mesto in prenehalo obstajati kot samostojno naselje. 
Ime Šmihel izhaja iz šent Mihael (Sveti Mihael) in se nanaša na župnijsko cerkev v naselju. Ime naselja je bilo leta 1952 spremenjeno iz Šmihel v Šmihel pri Novem mestu.
Pred 1. svetovno vojno je naselje sodilo v tedanjo občino Šmihel-Stopiče.
Danes je naselje umeščeno v Krajevno skupnost Šmihel.